# 鹿野田一司
鹿野田 一司（かのだ かずし、1958年1月22日 - ）は、日本の物理学者。専門は有機導体の物性測定（主にNMR）。東京大学大学院工学研究科名誉教授。工学博士。
κ-BEDT-TTF塩の温度圧力相図は鹿野田ダイアグラムと呼ばれることがある。

## 来歴
1958年1月22日に宮城県加美郡中新田町（現在の加美町）で生まれた。宮城県仙台第二高等学校出身。
1981年に東北大学工学部原子核工学科を卒業した。京都大学大学院工学研究科原子核工学専攻の修士課程に進み、そこで人工超格子の超伝導について研究した。1986年に京都大学大学院工学研究科博士課程を修了し、工学博士号を取得した。
一年間、京都大学化学研究所の研究員として研究に従事した後、1987年に学習院大学理学部物理学科の高橋利宏研究室の助手に着任した。この時期に有機導体の13C-NMR研究を開始した。1991年から1997年まで分子科学研究所の助教授を務めた。BEDT-TTF塩の13C-NMR研究を行うためには、13C置換された二硫化炭素を入手する必要があり、その調達に奔走した逸話は語り草になっている。
1997年に東京大学大学院工学研究科物理工学専攻の助教授となり、1999年から2023年まで同大学の教授を務めた。
定年退職後は、東京大学大学院新領域創成科学研究科に特任研究員の籍を置きながら、研究活動拠点をドイツに移し、マックス・プランク固体研究所シニアリサーチフェロー、シュトゥットガルト大学物理学研究所（所長はマーティン・ドレッセル）の客員教授を務めている。

## 受賞歴
- 1998年：日本IBM科学賞
- 2019年：文部科学大臣表彰科学技術賞 - 分子性物質における強相関電子相の先駆的研究[10]
- 2020年：仁科記念賞 - 有機伝導体における強相関量子液体の研究[11]
- 2024年：フンボルト賞[12]

## 出版物
- （宇治進也との編著）『分子性物質の物理 物性物理の新潮流』朝倉書店 2015年 ISBN 978-4254131192